# Бульвер-Литтон, Розина
Розина Бульвер-Литтон (англ. Rosina Bulwer Lytton;, в девичестве Вилер (англ. Wheeler); 4 ноября 1802 — 12 марта 1882) — ирландская писательница, автор около 14 романов, сборника эссе и эпистолярного сборника. 
В 1827 году вышла замуж за Эдуарда Джорджа Бульвер-Литтона, писателя и политического деятеля. Их брак был неудачным и в итоге распался в апреле 1836 года. Отношения между супругами после расторжения брака окончательно испортились: они не только возненавидели друг друга, но и начали преследовать. Эдуард Джордж Бульвер-Литтон объявил, что Розина безумна, и в 1858 году добился её помещения в психиатрическую лечебницу, что в свою очередь вызвало общественное возмущение. Несмотря на то, что Литтон стал графом уже после развода, Розина использовала титул леди. Она также писала свою фамилию без дефиса, в отличие от бывшего мужа.
В 1838 году леди Розина Бульвер опубликовала роман «Чивли, или Человек чести», в котором она высмеяла своего бывшего мужа. Произведение вызвало скандал и широкий общественный резонанс.
Фигура леди Литтон занимала заметное место в британской литературной жизни XIX века. Её история частично легла в основу романа Уилки Коллинза «Женщина в белом».

## Ранние годы
Мать Розины Вилер Анна Вилер, дочь протестантского пастора, была феминисткой. Отец её, Фрэнсис Мэсси Вилер был ирландским землевладельцем. Её родители поженились в возрасте 19 лет. Перед самым рождением будущей писательницы отец надеялся, что его жена наконец-то произведёт на свет наследника, поскольку Фрэнсис Вилер уже имел четырёх дочерей. Наследник появился чуть позже, но не пережил детского возраста. Две дочери Вилера не пережили младенчества, поэтому до совершеннолетия дожили только Генриетта и Розина Вилер.
После того, как родилась будущая леди Литтон, никто из домашних не решался сообщить отцу эту «прискорбную» весть. Только её тётя Бесси пошла на это дело, получив отповедь от отца семейства. Помещик Вилер был настолько разгневан этим известием, что тётя Розины Вилер сразу же после своего злополучного доклада покинула столовую.
Анна Вилер, согласно воспоминаниям леди Литтон, была женщиной очень привлекательной, обладающей экстраординарными умственными способностями.
Воспитывалась некоторое время Фрэнсис Арабеллой Роуден, которая сама была поэтессой и «имела склонность делать из своих учениц поэтесс»; во время учёбы она подружилась с будущей писательницей Анной Марией Холл.
Ранние годы будущей леди Литтон прошли в самом обыкновенном ирландском дворянском доме. В возрасте 10 лет вместе с матерью совершила очень продолжительный визит на остров Гернси, губернатором которого был сэр Джон Дойль, её двоюродный дед. В 1816 году он вышел в отставку и поселился вместе со своей двоюродной внучкой, тогда как её мать проживала в Париже и Кане, наслаждаясь обществом вольнодумцев и социалистов. К 23 годам Розина Вилер без влияния матери полностью сформировалась как личность сильная и независимая. В это время она создаёт кружок литературной богемы. В 1826 году встретила Эдварда Бульвера, своего будущего мужа. Розина была довольно красивой девушкой, поэтому трудно было в неё не влюбиться. Мать Бульвера не одобрила их отношений, поскольку находила эту партию неприемлемой. Три раза помолвка разрывалась и три раза о ней объявлялось.

## Брак
Розина Дойль Вилер вышла замуж за Эдварда Бульвер-Литтона (в то время просто Бульвер) 29 августа 1827. Её мать не одобрила брак. Первые годы своего брака супруги были счастливы, проживая в Вудкот-хаусе в Оксфордшире, затем в Лондоне на Хартфорд-стрит, 36. Имея годовой доход в 500 фунтов стерлингов, супруги тратили 3000 ежегодно, пока в итоге мать Эдварда Бульвера не перестала содержать молодых, что в свою очередь побудило Бульвера самостоятельно зарабатывать на хлеб своим пером. Он уже был в то время популярным романистом, и для творческой работы ему была необходима тишина. Розина Бульвер упрекала мужа в том, что тот почти всё время уделяет своей работе. Упрёки жены вызывали бесконечные ссоры, однако в тот момент Розина Литтон ещё очень любила своего мужа.
Леди Литтон позже обвиняла своего мужа в том, что он её избивал, когда она была беременна дочерью, которая родилась в 1828 году. Будущий министр, по словам Розины Литтон, укусил её за щёку, будучи в гневе, в 1834 году. После каждой большой ссоры миссис Литтон оставалась одна. Её одиночество скрашивала забота о детях и садоводство. Некоторое время она вела журнал своих переживаний..
Последним домом, который снимали в 1835—1836 гг. супруги Литтон, был Берримид Прайери в Эктоне. Их дом был очень красивым. Он был построен в готическом стиле и защищён от внешнего мира стеной. Здесь миссис Литтон вела уединённую жизнь, поскольку её супруг де-факто жил в своих покоях в Олбани, лишь навещая Берримид.

## Разрыв с мужем
Однажды Бульвер пообещал отужинать со своей женой в Берримид Прайери. Она ждала его до девяти часов. после прибыл его слуга, сообщивший о том, что его господин чрезвычайно болен, поэтому не может оставить свои покои. Леди Литтон, поверив в слова лакея, немедленно отправилась в Лондон, захватив с собою лекарства и другие принадлежности, предназначенные для того, чтобы скрасить дни болящего мужа. Когда она прибыла в Олбани в одиннадцать часов вечера, она долго и упорно звонила в квартиру, тогда как лорд Литтон позаботился о том, чтобы убрать лакея от дверей. Леди Литтон, вероятно, думала, что слуги спят, а сам Бульвер находится вне дома, несмотря на свою болезнь. Однако Литтон, услышав звонки, решил подойти, накинув на себя только халат, никак не ожидая увидеть свою жену. Увидев свою жену в гневе, Литтон был поражён. Леди Бульвер-Литтон была очень зла, поскольку видела через гостиную поднос с одной или двумя чашками чая. Она увидела также мисс Лоуру Дикон, которая спешно удирая в спальню, уронила свой чепчик, шаль, оставив их на диване. Леди Литтон высказала своё негодование и ушла. Этот случай был описан ею в романе "Немезис".
Негодование Бульвера было чрезвычайно велико, поэтому он принял решение всеми правдами и неправдами избавиться от этой женщины. В итоге он объявил ей о его решимости окончательно разойтись.

Эдвард Бульвер предпочёл литературную и политическую карьеру семейной жизни, поэтому брак был расторгнут в апреле 1836 года. Следующие два года Розина Литтон провела в Ирландии вместе со своими детьми. Позже дети были разлучены с матерью. Роберт Бульвер-Литтон, сын леди Литтон, более не видел свою мать с 1838, за исключением четырёх месяцев 1858 года. Дочь Эмили ей было суждено увидеть в 1848, когда двадцатилетняя леди умирала от тифа. Мать видела свою умирающую дочь только в бессознательном состоянии. С 1838 года она вела скитальческий образ жизни, успев пожить в Женеве, в Бате, Париже и во Флоренции. Жизнь леди Бульвер было очень трудной. Она считала, что её непрестанно преследуют шпионы её мужа, которые пытаются выкрасть её личные бумаги. Нет сомнений, что инцидент с кражей имел место в Париже в 1840 году, однако совершенно очевидно, что Розина Бульвер страдала шпиономанией.
22 мая 1840 года дело леди Бульвер поступило в шестую палату парижской исправительной полиции. Само дело вызвало интерес у англичан и французов. Адвокатами леди были господа Беррье, Шарль Ледрю, Мор. Шэ Д'Эст Анж. Мистер Теккерей и мистер Лоусон обвинялись в попытке украсть корреспонденцию госпожи Бульвер, притворившись обывателями. Во-вторых, эти господа обвинялись в даче взятки свидетелю, и, в-третьих, мистер Теккерей обвинялся в оскорблении личности госпожи Бульвер: мистер Теккерей написал письмо в газету Gasette des Tribuneaux, в котором оскорбил леди Бульвер.
В 1838 году она опубликовала роман Cheveley, or the Man of Honour, в котором безжалостно высмеяла своего бывшего мужа.
В 1847 году леди Бульвер возвращается в Англию, требует в суде от мужа, чтобы тот увеличил доход в 400 фунтов. Среди её подруг была Элизабет, графиня Харрингтон, Кейт Планше, дочь драматурга, и миссис Карлейль. Последняя поддерживала Розину Бульвер в этом деле. Вернувшись в Англию в 1847 году, она остановилась сначала у друзей, достопочтенного Джорджа и миссис Сендби, во Фликстоне в Саффолке. С 1851 года активно переписывалась с братьями Альфредом и Джоном Чалон, известным английским художниками. В этих письмах братья Чалон обсуждали с леди Литтон искусство и маленьких собак.
Миссис Карлейль тщетно пыталась уговорить Мюррея издать книги Розины Бульвер-Литтон. Её беспокойство по поводу других книгоиздателей было очень сильным: она ненавидела пруссу, издателей, критиков, несправедливо поносивших её, как она считала, поэтому свои письма леди Литтон писала в особенности язвительно в отношении этих лиц.
В 1852 году леди Литтон проживала в доме на Фулхэмской дороге. В этот период своей жизни она тщетно пыталась поправить своё материальное положение, требуя от бывшего мужа достойный пенсион, живя в стеснении. В 1854 году она переезжает в Уэльс в Лланголен, где её здоровье в значительной степени ухудшается. Она рассказывает, что во время приёма пищи ей стало плохо. Её доктор сказал, что это было не чем иным, как отравлением, однако доза оказалась недостаточно смертельной. 

## Оценка исследователей
Луиза Деви, автор наиболее полной биографии Розины Литтон, издавшая в 1884 году около трёх тысяч писем лорда Литтона к своей «несчастной» жене, писала в 1887 году, что леди Литтон была «ужасно оболгана и непонята современниками». Сына графа Литтон, однако, придерживался абсолютно противоположного мнения. Он добился наложения судебного запрета на публикацию вышеупомянутых писем. Деви отмечает, что сын писателя всегда выступал на стороне отца в сорах между родителями. Роберт Бульвер-Литтон в биографии своего покойного отца изложил своё видение отношений между покойными родителями, иллюстрируя свой нарратив соответствующей корреспонденцией. Деви возмущалась, почему сам граф Литтон приводит корреспонденцию в своих сочинениях, но ей отказывает в праве публиковать корреспонденцию, находящуюся в распоряжении госпожи Деви..

## Творчество
Нищенская пенсия леди Литтон побудила её заняться литературной деятельность. Розина Литтон считалась талантливым литератором самыми компетентными критиками своего времени. Даже её муж, главный виновник её отчаянного положения признавал талант своей бывшей супруги.
В 1866—1867 гг. леди Литтон написала роман Загубленная жизнь (англ. A Blighted Life), в котором она описала свои страдания, своё временное заключение в сумасшедшем доме. Роман этот долгое время не издавался, однако копия рукописи была сделана без ведома автора и издана в 1880 году без позволения леди. Узнав об этом, Розина Бульвер Литтон выступила в печати с заявлением, что данное её сочинение она не намеревалась издавать, что это всего лишь набор заметок для собственного использования.

## Последние годы жизни
Смерть Альфреда Чалона была очень сильным ударом для Розины Бульвер-Литтон, поскольку она лишилась одного из лучших своих друзей, о чём она написала в письме к доктору Прайсу от 5 октября 1860 года. В своих последующих письмах она говорила о том, что лучше всего ей будет скоро умереть.
В 1857 году она опубликовала памфлет «Призыв леди Бульвер-Литтон к правосудию и милосердию английской общественности» (англ. Lady Bulwer Lytton's Appeal to Justice and Charity of the English Public, в котором она предлагать английским подданным помочь ей в плане финансов. В 1858 году её умственное здоровье ухудшилось из-за одного инцидента, участие в котором принимал её бывший супруг. Эдвард Литтон в это время был министром правительства графа Дерби, поэтому стремился переизбраться от Хертфорда. Розина Литтон воспользовалась возможностью отомстить бывшему мужу, занимаясь поношениями Бульвера перед его избирателями. 8 июня 1858 года леди Литтон в 5:00 в сопровождении леди Кларк, в апартаментах которой Розина Бульвер-Литтон проживала, прибыла в Хертфорд.
Леди Литтон утверждала позднее, что по её прибытии на место встречи с избирателями толпа радостно приветствовала её; к приветствию присоединились даже лакеи и форейторы Бульвера. Затем леди Литтон стала проталкиваться к трибуне, за которой стоял сам Эдвард Джордж Бульвер-Литтон. Проталкиваясь к подмосткам с помощью веера, она выкрикивала различные ругательства в адрес бывшего супруга. Многие из собравшихся поддерживали Розину Литтон. Сам политик покинул трибуну, когда заметил свою бывшую жену.
12 июня в Тонтон прибыл мистер Хейл Томпсон, в прошлом связанный с Вестминстер-хоспитал, доктор Вудфорд, мистер Лоуден, юрист Бульвер-Литтона и смотрительница местной богадельни. Произошла словесная перепалка с хозяйкой дома, которая не подпускала к леди Бульвер-Литтон никого из прибывших, однако в итоге в спальню к леди медики допущены были, признав в конце концов леди Розину Литтон вменяемой. сама Литтон позже вспоминала, что мистер Томпсон спросил её, чего она хочет в обмен на молчание. Она назвала сумму, и потребовала письменный ответ самого Бульвера. Поскольку ответа не последовало, она решилась сама отправиться, чтобы спросить лично. Роизна Литтон решила встретиться с Томпсоном, но Эдвард Литтон приказал насильно посадить леди Литтон в частный дурдом в Брентфорде 22 числа..

## Заключение в Инвернесс-лодж
21 июня 1858 миссис Кларк вместе с леди Литтон отправились в Лондон, прибыв туда в восемь часов следующего утра. Они остановились в Гайд-парк-отеле недалеко от Мраморной арки, затем в 12 часов они вошли в дом Томпсона на Кларджес-стрит. В приёмной её встретил Тонтон, предложивший леди отобедать с ним. Леди Розина ответила ему довольно резко, сказав, что он намерен её одурачить, что Томпсону следовало бы сообщить самому Эдварду-Джорджу, чтобы он дал более определённый ответ, за которым она зайдёт в шесть часов вечера. Затем леди розина Литтон навестила миссис Ривис, и она попросила леди Литтон позволить ей иметь пребывание у Томпсона. Затем Литтон в сопровождении госпожи Кларк и госпожи Ривис направила на Кларджес-стрит к Томпсону.
Когда эта компания добралась до места, то сама Розина Литтон заметила какого-то курносого нахала, который ходил взад и вперёд, глядя на женщин, будто шпион. Розина вошла в приёмную Томпсон, однако, как она отмечает, раздвижные двери между двумя комнатами на сей раз были заперты. Из другой комнаты доносилась речь, которую невозможно было разобрать. Томпсона они ждали более 30 минут. Появившись, он сказал, что его задержали пациенты. За ним явился костлявый шотландец с волосами цвета соломы. позже выяснилось, что это был приятель Томпсона Росс, имевший свою собственную аптеку на Френчерч-стрит. Этот гражданин подписал свидетельство о невменяемости леди Литтон, хотя она с ним никогда не говорила, и он её до того момента не видел.
Поняв, что ответа не последует, миссис Литтон сообщила миссис Кларк и миссис Ривис, что не нужно терять время. Однако путь преградили два доктора (Хилл и Брентфорд), две санитарки, тот курносый нахал, речь о котором выше, и слуга Томпсона, который заступал выход. Леди Розина Литтон, прекрасно всё понимая, стала использовать инвективную лексику против них. Мистер Хилл попросил леди Литтон вести себя, как положено леди. В столовой, куда Томпсон зазвал миссис Кларк, послышался какой-то шум и восклицание. Миссис Кларк не хотела выполнять то, что ей было предложено. Заглянув в подсобное помещение, леди Литтон увидела своего бывшего мужа, разговаривающего со своим адвокатом Лоуденом. Она ворвалась в подсобку и стала кричать на своего экс-супруга. Литтон заявила, что он поступает очень подло, посылая своих людей к ней. В этот момент Эдвард Бульвер-Литтон счёл нужным бежать. После этого вышла миссис Кларк, которую слуга Томпсона не собирался удерживать. После этого к Томпсону вошли два полисмена, леди Литтон встала, заявив, что они не имеют права трогать её. Затем её саму поместили в экипаж Хилла. Хилл и его сообщник отвезли леди Литтон в Инвернесс-лодж в Брентфорде.
По прибытии в Инвернесс-лодж леди Литтон хватило сил спросить, где она находится. Она написала на одной из своих карт, что миссис Кларк может прислать ей её вещи из отеля. Затем она пошла в большую спальню с двумя санитарами. В этой спальне были заколочены окна, и только отверстие сверху освещало помещение. После слёзной молитвы леди Литтон умылась, и один из санитаров попросил её быть покойной и стойко переносить это суровое испытание. По его мнению, леди заключили в богадельню по несправедливости, и Всевышний устранит эту несправедливость. Леди Литтон охотно согласилась со словами санитара. Выглянув в окно, она увидела женщин. Розина решила спросить, кто эти женщины. Санитар ей ответил, что он их прислужник. Затем леди Литтон вызвала к себе Хилла, которого просила выпустить её из этой богадельни. Хилл сказал ей, что это не дурдом, и что сорок женщин - это его дети. Литтон ответила ему, что он, должно быть совершенный Данай в таком случае.
Через полчаса к ней постучалась девочка лет четырнадцати, приятной наружности. Она принесла ей чаю и клубники. То была хиллова старшая дочь, которую звали Мери Хилл. Мери Хилл очень понравилась леди Литтон, по мнению которым эти три недели она была её единственным утешением. В первый вечер в 10 часов вечера вернулась миссис Кларк с гардеробом леди Литтон. По прошествии двух дней она вернулась в Тонтон, чтобы возбудить тамошний народ на мятеж, тогда как Томпсон направился в Тонтон, в прежнее место жительства Розины, чтобы присвоить её бумаги и шкатулки, однако хозяйка дома ничего не выдала местному прокурору и Томпсону.
Леди Литтон была недовольна порядками, установленными в доме Томпсона. Она почти ничего не ела, что очень беспокоило самого Томпосона. Поскольку лето 1858 года, по словам Розины Литтон, было особенно жарким, ей постоянно хотелось, однако качество воды в Брендфорде было ниже, чем в Тонтоне. Леди была очень несчастна, поскольку ей не давали книг и любимых вещей.
Миссис Ривис стала написала множество обзоров похищения и заточения в дурдомы Розины Литтон для нескольким газет. После этого леди Литтон посетил мистер Хайд, принёсший бумаги лорда Литтона, в которых утверждалось, что оба родителя Розины умерли сумасшедшими. В документах утверждалось, что леди имела намерение совершить самоубийство. Её личный адвокат однако обрадовал её тем, что он предложил пенсион для неё в размере 500 £. Леди Литтон стало известно, что все газеты уже были наполнены народным гневом, что люди в Тонтоне проводили митинги и собрания, на которых обсуждалась проблема её насильственного заключения. Даже сомерсетширские йомены намереваются прибыть в Лондон, чтобы поддержать леди. Стало также известно, что дворецкий её бывшего мужа получается ежедневно кипы писем с поношениями и угрозами. Лорду Дерби королева Виктория поручила в спешном порядке уведомить Эдварда Бульвер-Литтона, чтобы он немедленно освободил свою бывшую супруге, иначе его уволят. Леди Литтон возмутилась предложением Хайда, назвав вышеуказанную сумму "жалкими грошами". Хайд ответил леди Розине, что сэр Эдвард в настоящий момент в стеснённом положении. Получив категорический отказ, он удалился.
На следующий день к леди Литтон пришёл доктор Робертс,которого она знала очень долгое время. Ему она рассказала о предложении Хайд. Робертс счёл его совершенно неприемлемым, посоветовав не принимать условия, если сумма менее тысячи фунтов. Дело приобретало более серьёзный характер, так Хилл уехал следующим утром в Лондон. Около трёх часов он вернулся из города, спросив леди Литтон, не хотела бы она проехаться до самого Ричмонда. Будучи весьма удивлена, леди Литтон согласилась, если мисс Хилл будет её сопровождать. Хилл сказал, что леди Розина так очаровала его дочь Мэри, что та плачет, если к леди Литтон посылают человека вместо неё. После трёхнедельного заключения в приюте для умалишённых она вместе с Мери посетила Ричмонд-хилл. Вместе со старым толстым Хиллом леди Розина и Мери бегали наперегонки..
Насильственные действия со стороны торийского министра вызвали общественное возмущение. Первыми возмутились тонтонцы, которые, очень уважая леди, 6 июля провели митинг в её поддержку. Неделю спустя об этом деле было написано в The Somerset County Gazette, а 15 июля — в The Daily Telegraph. На последнее Роберт Литтон ответил, что насильственное заточение его матери есть преувеличение, что она пребывает у него, и имеет право ехать, куда пожелает. 17 июля её выпустили из дурдома, и она отправилась во Францию вместе с сыном.

## Путешествие во Францию
19 июля 1858 года леди Розина отправилась во Францию. Сначала она посетила Кале, потом отправилась в Бордо, где пребывала около месяца. В конце августа она отправилась в Люшон.Поскольку у Роберта Литтона началась заболевание, врач порекомендовал остаться во Франции, на курорте в Люшоне. Вскоре начались трения между сыном и матерью, поскольку она обнаружила, что её обманули. Её письмо к лорду Шафтсбери, в котором она просила его стать своим поверенным, не было вовсе отправлено, хотя Роберт Литтон уверял мать, что он уже давно дал своё согласие. Внезапно сын покинул мать, и они встретились снова в Париже, когда леди Розина Литтон направлялась в Англию. Более они не виделись. Бульвер-Литтон, имея агитационную кампанию против себя, решил примириться с бывшей женой, договорившись с Эдвином Джеймсом о погашении её долгов, которые были выплачены в апреле 1860 года.
23 октября 1858 года леди Бульвер-Литтон вернулся в Тонтон к своей приятельнице миссис Кларк. Жители Тонтона собирались с ликованием встретить её, однако по просьбе леди Розины никто из тонтонцев её не встретил. Прибыв в Англию, она обнаружила, что мистер Хайд озабочен скорее не переговорами с лордом Литтоном, а сохранением его репутации, поскольку её долги не были выплачены. В газетах она увидела обзор мистера Хайда и Роберта Литтона, в которых они дезинформировали общественность о событиях, сопровождавших пребывание леди Розине за границей. В письме к госпоже Велан леди Литтон утверждала, что газетные публикации не имеют никакого отношения к Роберту Литтону, однако сам её сын позже признался леди Розине, что он принимал деятельное участие в этом предприятии..
Следующие несколько лет прошли в постоянных конфликтах, возникавших вокруг оплаты долгов. Хотя в 1866 году она стала графиней, её годовой доход не превышал 244 £, что её издержек не покрывало. Со смертью лорда Литтона была надежда на том, что ненависть между бывшими супругами потеряет актуальность, что её рассудок не будет затмеваться более этой ненавистью. До смерти своего мужа леди Литтон прожила в достаточно стеснённом состоянии в Тонтоне. Однако большинство её долгов было погашено до смерти бывшего мужа, исключая проценты от суммы в 400 £, одолжённой Розине леди Блекберн. Она считала этот долг вопросом репутации, поэтому ей пришлось снова влезть в долги, чтобы оплатить этот долг. В 1874 году она договорилась о займе в одной страховой конторе, чтобы погасить оставшиеся долги. Однако этот заём уменьшил её годовой пенсион с 500 £ до 256 £. Летом 1864 года он переехала из отеля "Джайлз-Касл" в отель "Брентон-вилла".
В 1866 она составила полное описание своих злоключений в Инвернесс-лодж, когда один литератор попросил в прессе о том, чтобы жертвы насильственного заточения написали о своих судьбах. Однако литератор, которому леди Литтон прислала описание своих страданий, не опубликовал этот текст, поскольку текст мог быть стать поводом для исков за клевету. Литератор проконсультировался с доктором Кенели, который подтвердил обоснованность опасений. Поэтому писатель с доктором предложили ряд существенных изменений: нарратив должен был стать своего рода письмом к королеве. На это был дан положительный ответ со стороны леди Литтон, однако, доктор Кенели был загружен работой, а литератор выехал за границу, поэтому вопрос отпал.
В октябре 1873 года её сын предложил ей дополнительный пенсион размеров в 200 £ в год. Предложение она изначально отвергла, но доктор Робертс и другие её друзья посоветовали ей согласиться на это предложение. В следующем году леди Розина переезжает в Верхний Норвуд. Однако в дом, в котором, благодаря заботе доверенного лица Розины, она должна была жить, оказался непригодным для леди Литтон. Поэтому в 1875 году она переехала в Верхний Сиденхеме, где провела остаток своих дней. В 1880 году Роберт Литтон перестал выплачивать двухсотфунтовый ежегодный пенсион.

## Смерть
12 марта 1882 года леди Литтон скончалась. Похороны матери оплатил сын Роберт. на похоронах присутствовал официальный представитель графа мистер Шекспир, преподобный Фримен Уилс, дальний родственник Розины Литтон, мистер Анкона, её друг и исполнительницы завещания покойницы сестры Деви. Леди Розина Бульвер Литтон была похоронена во дворе евангелистской церкви св. Иоанна в Ширли, в Суррее.